# 下河清墓群
下河清墓群，位于中国甘肃省酒泉市肃州区，为一个省级文物保护单位，类型为古墓葬。
下河清墓群的历史年代为汉至魏、晋。